# Gerry Peyton
Gerald Joseph „Gerry“ Peyton (* 20. Mai 1956 in Birmingham) ist ein in England geborener, ehemaliger irischer Fußballtorhüter. Er absolvierte in seiner gut zwei Jahrzehnte langer Laufbahn mehr als 600 Ligaspiele, darunter 345 zwischen 1977 und 1986 für den FC Fulham und 202 Partien für den AFC Bournemouth. Er war dazu Teil des irischen Kaders bei der Euro 1988 in Deutschland und der WM-Endrunde 1990 in Italien, blieb aber als „Nummer 2“ hinter Pat Bonner jeweils ohne Einsatz. Für die irische Nationalmannschaft absolvierte er zwischen 1977 und 1992 insgesamt 33 A-Länderspiele.

## Sportlicher Werdegang

### Über Burnley nach Fulham
Als Teenager versuchte Peyton vergeblich über ein Vorspielen bei Coventry City, West Bromwich Albion und Aston Villa unterzukommen, bevor er im Amateurbereich in der Southern League für Atherstone Town zu spielen begann. Dort war der ehemalige englische Nationalmannschaftstorhüter Gil Merrick Cheftrainer und überzeugte die Vereinsführung des Erstligisten FC Burnley Peyton im Mai 1975 unter Vertrag zu nehmen und dafür eine Ablösesumme von 10.000 Pfund zu bezahlen. In Burnley hatte sich Alan Stevenson als Stammkeeper etabliert, in den vergangenen drei Jahren für die „Clarets“ nur fünf Partien verpasst und sich auf dem Weg zum Kandidaten für die englische Nationalmannschaft entwickelt. Daher schien Peytons Rolle zunächst auf Einsätze in der Reservemannschaft beschränkt zu sein, aber in der turbulent verlaufenden Saison 1975 sortierte Trainer Jimmy Adamson Stevenson im Dezember 1975 plötzlich aus. Peyton vertrat ihn im Heimspiel gegen den späteren Meister FC Liverpool (0:0) mit einer guten Leistung und blieb in den restlichen Begegnungen (mit Ausnahme von drei Einsätzen für Stevenson) die neue „Nummer 1“. Letztlich stieg Burnley trotzdem in die zweite Liga ab, jedoch hatte sich Peyton stets in guter Form gezeigt und so wurde erwartet, dass er die Stammkeeper-Rolle auch in der folgenden Zweitligasaison 1976/77 behielt. Es ereignete sich jedoch im Oktober 1976 ein Wendepunkt und er kassierte beim Heimspiel gegen Charlton Athletic (4:4) und auswärts bei Nottingham Forest (2:5) gleich neun Gegentore innerhalb kurzer Zeit, wobei er vor allem für Fehler in der Nottingham-Partie verantwortlich gemacht wurde. Trainer Joe Brown stellte für die nächste Partie gegen Plymouth Argyle auf fünf Positionen um, dem auch Peyton zum Opfer fiel. Anschließend blieb Stevenson in der Stammelf und bereits im Dezember 1976 wurde Peyton für 35.000 Pfund an den Ligakonkurrenten FC Fulham verkauft. Dort sollte er primär den verletzungsanfälligen Ex-Burnley-Torwart Peter Mellor vertreten.
In den folgenden gut neuneinhalb Jahren war Peyton zumeist unumstrittener Stammtorhüter des FC Fulham und nach dem Abstieg des Vereins in der Saison 1979/80 sorgte er mit guten Leistungen zwei Jahre später für die Rückkehr in die Zweitklassigkeit – Ausdruck dafür war seine Berufung in die Drittligamannschaft der abgelaufenen Saison 1981/82 (PFA Team of the Year). Unter dem neuen Trainer Malcolm Macdonald setzte sich ein kometenhafter Trend nach oben fort und die Mannschaft setzte sich in der oberen Tabellenhälfte der Second Division fest. Der direkte Durchmarsch in die First Division scheiterte knapp, wofür eine 0:1-Auswärtsniederlage in der letzten Begegnung gegen das um den Klassenerhalt kämpfende Derby County mitverantwortlich war. Die Partie war nach nur 88 Minuten abgebrochen worden, da Zuschauer das Spielfeld gestürmt hatten und überraschend behielt der Sieg der „Rams“ auch nach einer Untersuchung durch den Ligaverband Bestand. Die Ereignisse auf dem Baseball Ground waren der Wendepunkt in Macdonalds Amtszeit und im Februar 1984 folgte ihm sein Assistent Ray Harford als Cheftrainer nach. Ab Beginn der Saison 1985/86 begann der Verein, fast vollständig zu kollabieren. Zahlreiche Leistungsträger mussten verkauft werden, um den bedrohlich gestiegenen Schuldenstand zu begleichen. 26 Niederlagen in 42 Ligaspielen bedeuteten einen vereinseigenen Negativrekord und das Tabellenschlusslicht mit 13 Punkten Abstand zum „rettenden Ufer“. Schließlich ging auch Peyton „von Bord“ und schloss sich im Juli 1986 ablösefrei dem nunmehrigen Drittligakonkurrenten AFC Bournemouth an. Für Fulham hatte er insgesamt 345 Ligapartien bestritten (dazu kamen noch zehn Partien im Herbst 1983 während einer kurzen Leihphase bei Southend United).

### Bournemouth und Karriereherbst
An der Südküste setzte er für den AFC Bournemouth zu einer nächsten langjährigen Beschäftigung als Stammkeeper an. Unter dem damaligen Trainer Harry Redknapp avancierte er auch bei den „Cherries“ zum Publikumsliebling. Bereits in seinem ersten Jahr war er Rückhalt der Mannschaft, die über den Gewinn der Drittligameisterschaft in die Zweitklassigkeit aufstieg. Insgesamt blieb er fünf Jahre in Bournemouth, darunter bis zum Abstieg 1990 drei Jahre in der Second Division. Im Anschluss an die Spielzeit 1990/91 wechselte er nach 202 Meisterschaftseinsätzen für 80.000 Pfund in die höchste englische Spielklasse zum FC Everton.
Für die „Toffees“ kam er in der Profimannschaft jedoch nicht zum Einsatz und hatte stattdessen kurze Phasen als Leihspieler der Bolton Wanderers, von Norwich City, des FC Brentford und des FC Chelsea, bevor er im März 1993 fix nach Brentford wechselte. Nachdem er für Brentford noch 19 Ligaspiele absolviert hatte, heuerte er zur Saison 1993/94 noch einmal bei West Ham United an, blieb dort aber unberücksichtigt und beendete letztlich die aktive Laufbahn.

### Nach der aktiven Laufbahn
Nach dem Ende seiner eigenen Torhüterkarriere wechselte Peyton ins Trainerfach. Er startete als Torhütertrainer in Japan für Júbilo Iwata (1995–1997) und Vissel Kōbe (1997–1998), bevor er nach Europa zurückkehrte und dort zunächst in Schweden für AIK Solna (1998–2000) aktiv war. Nach einem Engagement zwischen 2001 und 2003 für den Ex-Klub aus Fulham wurde er von Arsène Wenger als Torhütertrainer des FC Arsenal angestellt. Diese Funktion übte er langjährig zwischen 2003 und 2018 aus, bevor es ihn wieder nach Japan zog, wo er für Shimizu S-Pulse zu arbeiten begann. Ein neues Umfeld lernte er ab 2020 in Indien kennen. Dort war er bis 2021 als Kotrainer beim Odisha FC tätig und übte im Jahr 2021 interimsmäßig die Cheftrainerrolle aus.

### Irische Nationalmannschaft
Nach seinen guten Leistungen beim FC Fulham berief ihn der englische Nationaltrainer Don Revie in den Kader der englischen U21-Auswahl, aber Peyton zog es vor, für das irische Geburtsland seiner Eltern aufzulaufen. Nur knapp zwei Monate nach seiner Ankunft in Fulham debütierte er am 9. Februar 1977 per Einwechslung für Irland gegen Spanien (0:1). Seine Nationalmannschaftskarriere dauerte mehr als 15 Jahre an und er war Teil des irischen Kaders unter Trainer Jack Charlton bei der Euro 1988 in Deutschland und der WM-Endrunde 1990 in Italien. Dort aber kam er jeweils als „Nummer 2“ hinter Pat Bonner nicht zum Einsatz und seine vergleichsweise geringe Anzahl von 33 A-Länderspielen (dabei 13-mal ohne Gegentor) erklärt sich in seiner üblichen Rolle als Ersatzmann. Sein letzter Auftritt fand am 7. Juni 1992 bei einem 2:0-Sieg gegen Portugal statt.

## Titel/Auszeichnungen
- PFA Team of the Year (2): 1981/82, 1986/87 (3. Liga)